# Prosopocera mediovittata
Prosopocera mediovittata är en skalbaggsart som beskrevs av Stefan von Breuning 1938. Prosopocera mediovittata ingår i släktet Prosopocera och familjen långhorningar.
Artens utbredningsområde är Gabon. Inga underarter finns listade i Catalogue of Life.